# آنيت أولزون
آنيت أولزون (Anette Olzon؛ ولدت في 21 يونيو 1971) هي مغنية سويدية. في فبراير 2007، أصبحت المغنية الرئيسية في فرقة الباور ميتال السيمفونية الفنلندية نايتويش. وقد كانت تغني سابقاً مع فرقة أليسون أفينيو السويدية.

## الأعمال الموسيقية

### مع فرقة أليسون أفينيو
- 2000: Presence of Mind
- 2003: Omega

### مع فرقة نايتويش
- 2007: Dark Passion Play
- 2009: Made in Hong Kong

## وصلات خارجية
- آنيت أولزون على موقع IMDb (الإنجليزية)
- آنيت أولزون على موقع ميوزك برينز (الإنجليزية)
- آنيت أولزون على موقع أول ميوزيك (الإنجليزية)
- آنيت أولزون على موقع ديسكوغز (الإنجليزية)
- آنيت أولزون على موقع ديسكوغز (الإنجليزية)
- آنيت أولزون على موقع قاعدة بيانات الفيلم (الإنجليزية)

الموقع الرسمي *

## مواضيع متعلقة
- أغنيس كارلسون